# Pandarus rhincodonicus
Pandarus rhincodonicus is een eenoogkreeftjessoort uit de familie van de Pandaridae. De wetenschappelijke naam van de soort is voor het eerst geldig gepubliceerd in 2000 door Norman, Newbound & Knott.